# Copa Africana de Naciones Femenina
La Copa Africana de Naciones Femenina (conocido como el Campeonato Femenino de la CAF hasta el año 2015) es una competición de fútbol femenino internacional celebrada cada dos años y organizada por la Confederación Africana de Fútbol (CAF). Se disputó por primera vez en 1991, pero no se llevó a cabo cada dos años hasta el Campeonato Femenino Africano de Fútbol 1998. Nigeria es el país más exitoso en la historia del torneo, después de haber ganado un récord de 10 títulos, lo que significa que ha ganado todas las ediciones menos tres de los torneos anteriores.
El torneo ha servido como un torneo de clasificación para la Copa Mundial Femenina de Fútbol en cada torneo desde su creación en 1991 y para los Juegos Olímpicos.
El 6 de agosto de 2015, el Comité Ejecutivo de la CAF decidió cambiar el nombre del torneo del Campeonato Femenino de la CAF por la Copa Africana de Naciones Femenina, similar a la versión masculina, la Copa Africana de Naciones.

## Historia
En el año 2000, la anfitriona Sudáfrica se enfrentó con las tricampeonas de Nigeria en la final del torneo. Después de que Nigeria terminó la primera mitad ganando 1-0, la nigeriana Stella Mbachu anotó un segundo gol a los 72 minutos y la hinchada local se dio cuenta de que no era gol. Los partidarios comenzaron lanzando botellas y otros residuos en los funcionarios y jugadoras nigerianas. El partido fue suspendido después de tres intentos de reinicios interrumpidos por nuevos disturbios. La policía antidisturbios comenzó a luchar las batallas con los partidarios del lanzamiento de botella de unos 40 minutos después del gol había sido permitido, lanzando gases lacrimógenos contra la multitud para romper la perturbación. El juego y el torneo se otorgaron a Nigeria.

## Resultados
| Año                                | Sede              | Campeón                                    | Final Resultado                            | Subcampeón                                 | Tercer lugar                               | Resultado                                  | Cuarto lugar                               |
| ---------------------------------- | ----------------- | ------------------------------------------ | ------------------------------------------ | ------------------------------------------ | ------------------------------------------ | ------------------------------------------ | ------------------------------------------ |
| Campeonato Femenino de la CAF      |                   |                                            |                                            |                                            |                                            |                                            |                                            |
| 1991 Detalles                      | África            | Nigeria                                    | 2:0 4:0                                    | Camerún                                    | y Guinea y Zambia                          | y Guinea y Zambia                          | y Guinea y Zambia                          |
| 1995 Detalles                      | África            | Nigeria                                    | 4:1 7:1                                    | Sudáfrica                                  | y Angola y Ghana                           | y Angola y Ghana                           | y Angola y Ghana                           |
| 1998 Detalles                      | Nigeria           | Nigeria                                    | 2:0                                        | Ghana                                      | República Democrática del Congo            | 3:3 3:1 penales                            | Camerún                                    |
| 2000 Detalles                      | Sudáfrica         | Nigeria                                    | 2:0 (Abandonado)                           | Sudáfrica                                  | Ghana                                      | 6:3                                        | Zimbabue                                   |
| 2002 Detalles                      | Nigeria           | Nigeria                                    | 2:0                                        | Ghana                                      | Camerún                                    | 3:0                                        | Sudáfrica                                  |
| 2004 Detalles                      | Sudáfrica         | Nigeria                                    | 5:0                                        | Camerún                                    | Ghana                                      | 0:0 6:5 penales                            | Etiopía                                    |
| 2006 Detalles                      | Nigeria           | Nigeria                                    | 1:0                                        | Ghana                                      | Sudáfrica                                  | 2:2 5:4 penales                            | Camerún                                    |
| 2008 Detalles                      | Guinea Ecuatorial | Guinea Ecuatorial                          | 2:1                                        | Sudáfrica                                  | Nigeria                                    | 1:1 5:4 penales                            | Camerún                                    |
| 2010 Detalles                      | Sudáfrica         | Nigeria                                    | 4:2                                        | Guinea Ecuatorial                          | Sudáfrica                                  | 2:0                                        | Camerún                                    |
| 2012 Detalles                      | Guinea Ecuatorial | Guinea Ecuatorial                          | 4:0                                        | Sudáfrica                                  | Camerún                                    | 1:0                                        | Nigeria                                    |
| 2014 Detalles                      | Namibia           | Nigeria                                    | 2:0                                        | Camerún                                    | Costa de Marfil                            | 1:0                                        | Sudáfrica                                  |
| Copa Africana de Naciones Femenina |                   |                                            |                                            |                                            |                                            |                                            |                                            |
| 2016 Detalles                      | Camerún           | Nigeria                                    | 1:0                                        | Camerún                                    | Ghana                                      | 1:0                                        | Sudáfrica                                  |
| 2018 Detalles                      | Ghana             | Nigeria                                    | 0:0 4:3 penales                            | Sudáfrica                                  | Camerún                                    | 4:2                                        | Malí                                       |
| 2020 Detalles                      | Congo             | Cancelado debido a la pandemia de COVID-19 | Cancelado debido a la pandemia de COVID-19 | Cancelado debido a la pandemia de COVID-19 | Cancelado debido a la pandemia de COVID-19 | Cancelado debido a la pandemia de COVID-19 | Cancelado debido a la pandemia de COVID-19 |
| 2022 Detalles                      | Marruecos         | Sudáfrica                                  | 2:1                                        | Marruecos                                  | Zambia                                     | 1:0                                        | Nigeria                                    |
| 2024 Detalles                      | Marruecos         | Nigeria                                    | 3:2                                        | Marruecos                                  | Ghana                                      | 1:1 4:3 penales                            | Sudáfrica                                  |
| 2026 Detalles                      | Marruecos         |                                            |                                            |                                            |                                            |                                            |                                            |

1. ↑  Zambia se retiró.

## Palmarés
En negrita cursiva, se indica el torneo donde el equipo fue local.
| Equipo                          | Campeón                                                                     | Subcampeón                       | Tercer lugar                     | Cuarto lugar               |
| ------------------------------- | --------------------------------------------------------------------------- | -------------------------------- | -------------------------------- | -------------------------- |
| Nigeria                         | 12 (1991, 1995, 1998, 2000, 2002, 2004, 2006, 2010, 2014, 2016, 2018, 2024) |                                  | 1 (2008)                         | 2 (2012, 2022)             |
| Guinea Ecuatorial               | 2 (2008, 2012)                                                              | 1 (2010)                         |                                  |                            |
| Sudáfrica                       | 1 (2022)                                                                    | 5 (1995, 2000, 2008, 2012, 2018) | 2 (2006, 2010)                   | 4 (2002, 2014, 2016, 2024) |
| Camerún                         |                                                                             | 4 (1991, 2004, 2014, 2016)       | 3 (2002, 2012, 2018)             | 4 (1998, 2006, 2008, 2010) |
| Ghana                           |                                                                             | 3 (1998, 2002, 2006)             | 5 (1995, 2000, 2004, 2016, 2024) |                            |
| Marruecos                       |                                                                             | 2 (2022, 2024)                   |                                  |                            |
| Zambia                          |                                                                             |                                  | 1 (2022)                         | 1 (1991)                   |
| Guinea                          |                                                                             |                                  | 1 (1991)                         |                            |
| Angola                          |                                                                             |                                  | 1 (1995)                         |                            |
| República Democrática del Congo |                                                                             |                                  | 1 (1998)                         |                            |
| Costa de Marfil                 |                                                                             |                                  | 1 (2014)                         |                            |
| Etiopía                         |                                                                             |                                  |                                  | 1 (2004)                   |
| Zimbabue                        |                                                                             |                                  |                                  | 1 (2000)                   |
| Mali                            |                                                                             |                                  |                                  | 1 (2018)                   |

## Estadísticas

### Máximas goleadoras (Bota de Oro) por año
| Jugadora                                         | País                        | Año del torneo | N.º      |       |
| ------------------------------------------------ | --------------------------- | -------------- | -------- | ----- |
| Nkiru Okosieme                                   | Nigeria                     | 1998           | 2 goles  |       |
| Mercy Akide                                      | Nigeria                     | 2000           | 7 goles  |       |
| Perpetua Nkwocha                                 | Nigeria                     | 2002           | 4 goles  | [ 6 ] |
| Perpetua Nkwocha                                 | Nigeria                     | 2004           | 9 goles  |       |
| Perpetua Nkwocha                                 | Nigeria                     | 2006           | 7 goles  |       |
| Genoveva Añonma Noko Matlou                      | Guinea Ecuatorial Sudáfrica | 2008           | 6 goles  | [ 7 ] |
| Perpetua Nkwocha                                 | Nigeria                     | 2010           | 11 goles |       |
| Genoveva Añonma                                  | Guinea Ecuatorial           | 2012           | 6 goles  |       |
| Desire Oparanozie                                | Nigeria                     | 2014           | 5 goles  |       |
| Asisat Oshoala                                   | Nigeria                     | 2016           | 6 goles  |       |
| Thembi Kgatlana                                  | Sudáfrica                   | 2018           | 5 goles  |       |
| Ghizlane Chebbak Rasheedat Ajibade Hildah Magaia | Marruecos Nigeria Sudáfrica | 2022           | 3 goles  |       |
| Ghizlane Chebbak                                 | Marruecos                   | 2024           | 5 goles  |       |

### Mejor jugadora (Balón de oro) por año
| Jugadora          | País              | Año del torneo |       |
| ----------------- | ----------------- | -------------- | ----- |
|                   |                   | 1998           |       |
| 2000              |                   |                |       |
| 2002              |                   |                |       |
| Perpetua Nkwocha  | Nigeria           | 2004           | [ 8 ] |
| Portia Modise     | Sudáfrica         | 2006           | [ 9 ] |
| Genoveva Añonma   | Guinea Ecuatorial | 2008           | [ 7 ] |
| Stella Mbachu     | Nigeria           | 2010           |       |
|                   |                   | 2012           |       |
| Asisat Oshoala    | Nigeria           | 2014           |       |
| Grabielle Onguéné | Camerún           | 2016           |       |
| Thembi Kgatlana   | Sudáfrica         | 2018           |       |
| Ghizlane Chebbak  | Marruecos         | 2022           |       |
| Rasheedat Ajibade | Nigeria           | 2024           |       |

## Desempeño
| Equipos           | 1991 | 1995 | 1998 | 2000 | 2002 | 2004 | 2006 | 2008 | 2010 | 2012 | 2014 | 2016 | 2018 | 2020 | 2022 | Años |
| ----------------- | ---- | ---- | ---- | ---- | ---- | ---- | ---- | ---- | ---- | ---- | ---- | ---- | ---- | ---- | ---- | ---- |
| Argelia           |      |      |      | •    |      | GS   | GS   | •    | GS   |      | GS   | •    | GS   |      |      | 5    |
| Angola            |      | SF   |      |      | GS   |      | •    |      | •    |      |      |      |      |      |      | 2    |
| Camerún           | 2º   | ×    | 4º   | GS   | 3º   | 2º   | 4º   | 4º   | 4º   | 3º   | 2º   | 2º   | 3º   |      |      | 12   |
| Congo             | ×    |      |      |      |      | •    | •    | GS   |      |      |      |      | •    | q    |      | 2    |
| RD Congo          |      |      | 3rd  | ×    | •    | ×    | GS   | •    | •    | GS   |      | ×    |      |      |      | 3    |
| Egipto            |      |      | GS   | •    |      |      | •    | ×    | ×    | •    | •    | GS   |      |      |      | 2    |
| Guinea Ecuatorial |      |      |      |      | •    | •    | GS   | 1º   | 2º   | 1º   | •    | •    | GS   |      |      | 5    |
| Etiopía           |      |      |      |      | GS   | 4º   | ×    |      | •    | GS   | •    | •    | •    |      |      | 3    |
| Ghana             | QF   | SF   | 2º   | 3º   | 2º   | 3º   | 2º   | GS   | GS   | •    | GS   | 3º   | GS   |      |      | 12   |
| Guinea            | SF   | ×    | •    |      |      | •    | •    | •    | •    | •    |      | •    |      |      |      | 1    |
| Costa de Marfil   |      |      |      |      | •    |      | •    | •    | •    | GS   | 3º   | •    | •    |      |      | 2    |
| Kenia             |      |      | ×    | ×    |      |      | •    |      | x    | x    | •    | GS   | •    |      |      | 1    |
| Malí              |      |      |      |      | GS   | GS   | GS   | GS   | GS   | •    | •    | GS   | 4º   |      |      | 7    |
| Marruecos         |      |      | GS   | GS   | •    |      | •    | •    | •    | •    | •    | •    | •    |      | q    | 2    |
| Mozambique        |      |      | GS   |      |      |      | •    |      |      | •    | ×    |      |      |      |      | 1    |
| Namibia           |      |      | ×    |      |      |      | •    | •    | •    | •    | GS   | •    | •    |      |      | 1    |
| Nigeria           | G    | G    | 1º   | 1º   | 1º   | 1º   | 1º   | 3º   | 1º   | 4º   | 1º   | 1º   | 1º   |      |      | 13   |
| Reunión           |      |      |      | GS   |      |      |      |      |      |      |      |      |      |      |      | 1    |
| Senegal           | ×    |      |      |      | •    | •    | •    | •    | •    | GS   | •    | •    | •    |      |      | 1    |
| Sierra Leona      |      | QF   | ×    | ×    |      |      |      |      | •    |      | ×    |      | ×    |      |      | 1    |
| Sudáfrica         |      | 2º   | GS   | 2º   | 4º   | GS   | 3º   | 2º   | 3º   | 2º   | 4º   | 4º   | 2º   |      |      | 12   |
| Tanzania          |      |      |      |      | •    | •    | •    | •    | GS   | •    | •    | •    | •    |      |      | 1    |
| Túnez             |      |      |      |      |      |      |      | GS   | •    | •    | •    | •    |      |      |      | 1    |
| Uganda            |      |      | •    | GS   | •    | ×    | ×    |      |      | •    |      |      |      |      |      | 1    |
| Zambia            | ×    | QF   |      |      | •    |      | •    | •    |      | •    | GS   | •    | GS   |      |      | 3    |
| Zimbabue          | ×    |      |      | 4º   | GS   | GS   | ×    | •    |      | •    | •    | GS   | •    |      |      | 4    |
| Total (26 Teams)  | 4    | 6    | 8    | 8    | 8    | 8    | 8    | 8    | 8    | 8    | 8    | 8    | 8    | 12   | 12   |      |

### Simbología
| - 1º – Campeón - 2º – Subcampeón - 3º – Tercer lugar - 4º – Cuarto lugar - SF – Semifinalista - QF – Cuartos de final | - G – Ganador de clasificatoria a la Copa Mundial - GS – Fase de grupos - Q – Clasificado - • – No clasificó - × – Se retiró - – Anfitrión |

## Clasificación general
- Actualizado a la edición 2018.

| Pos. | Selección         | Part. | PJ | PG | PE | PP | GF  | GC | Dif  | Pts |
| ---- | ----------------- | ----- | -- | -- | -- | -- | --- | -- | ---- | --- |
| 1    | Nigeria           | 12    | 62 | 52 | 6  | 4  | 204 | 27 | +177 | 162 |
| 2    | Sudáfrica         | 11    | 46 | 21 | 5  | 20 | 76  | 75 | +1   | 71  |
| 3    | Camerún           | 12    | 49 | 20 | 10 | 19 | 60  | 77 | −17  | 70  |
| 4    | Ghana             | 11    | 37 | 18 | 6  | 13 | 61  | 42 | +19  | 60  |
| 5    | Guinea Ecuatorial | 4     | 18 | 13 | 2  | 3  | 45  | 21 | +24  | 41  |
| 6    | Zimbabue          | 4     | 14 | 2  | 5  | 7  | 13  | 28 | −15  | 11  |
| 7    | Malí              | 6     | 18 | 3  | 2  | 13 | 17  | 48 | −31  | 11  |
| 8    | Costa de Marfil   | 2     | 8  | 3  | 1  | 4  | 15  | 15 | 0    | 10  |
| 9    | RD Congo          | 3     | 11 | 2  | 3  | 6  | 14  | 31 | −17  | 9   |
| 10   | Etiopía           | 3     | 11 | 1  | 4  | 6  | 6   | 24 | −18  | 7   |
| 11   | Argelia           | 4     | 12 | 2  | 1  | 9  | 11  | 32 | −21  | 7   |
| 12   | Uganda            | 1     | 3  | 1  | 1  | 1  | 4   | 6  | −2   | 4   |
| 13   | Marruecos         | 2     | 6  | 1  | 1  | 4  | 5   | 22 | −17  | 4   |
| 14   | Namibia           | 1     | 3  | 1  | 0  | 2  | 3   | 5  | −2   | 3   |
| 15   | Congo             | 1     | 3  | 1  | 0  | 2  | 3   | 6  | −3   | 3   |
| 16   | Egipto            | 2     | 6  | 1  | 0  | 5  | 3   | 21 | −18  | 3   |
| 17   | Angola            | 2     | 5  | 0  | 2  | 3  | 6   | 9  | −3   | 2   |
| 18   | Túnez             | 1     | 3  | 0  | 1  | 2  | 3   | 5  | −2   | 1   |
| 19   | Zambia            | 2     | 5  | 0  | 1  | 4  | 6   | 20 | −14  | 1   |
| 20   | Mozambique        | 1     | 0  | 0  | 0  | 0  | 0   | 0  | 0    | 0   |
| 21   | Tanzania          | 1     | 3  | 0  | 0  | 3  | 3   | 8  | −5   | 0   |
| 22   | Reunión           | 1     | 3  | 0  | 0  | 3  | 2   | 7  | −5   | 0   |
| 23   | Guinea            | 1     | 2  | 0  | 0  | 2  | 0   | 7  | −7   | 0   |
| 24   | Senegal           | 1     | 3  | 0  | 0  | 3  | 0   | 7  | −7   | 0   |
| 25   | Kenia             | 1     | 3  | 0  | 0  | 3  | 2   | 10 | −8   | 0   |
| 26   | Sierra Leona      | 1     | 2  | 0  | 0  | 2  | 0   | 11 | −11  | 0   |